# 無盡夢魘
《無盡夢魘》（又譯「永不終止的夢魘」）是由Infinitap Games開發的生存恐怖遊戲。靈感取自於首席設計師馬特·基根伯（Matt Gilgenbach）與強迫症和抑鬱症的奮鬥過程；在接受記者採訪時，馬特說他希望創造一個帶著陰鬱且絕望感覺的「無盡夢魘」。

## 概要
玩家扮演著的是一位從惡夢中「醒來」後又到另一個惡夢去的男孩「湯瑪士」，玩家操縱著湯瑪士離開惡夢的時候，下一個遭遇到的惡夢將會變得更糟糕，其中甚至埋伏著可怕的怪物。當湯瑪士在惡夢中死去、抑鬱症發作或自殺時，他會在同一個或另一個惡夢中「醒來」。這相當於遊戲的存檔點和存檔系統。遊戲中一共包含了三個不同的結局，玩家所做的一切將直接影響最後的結局。
《無盡夢魘》的特點為黑白雙色的2D手繪線條畫畫面，而這特色很大程度為受美國作家愛德華·戈里的作品影響。這遊戲採用的是最低限度的用戶界面，以增加浸入式虛擬實境遊戲過程中出現的屏幕提示與載入畫面的質素。

## 劇情

### 角色與設定
《無盡夢魘》的劇情均圍繞著一位被「無休止的惡夢」支配著的男孩湯瑪士·史密斯（Thomas Smith）。其他角色則有經常在他的惡夢中出現的妹妹愛比（Gabby），她偶爾會在遊戲中起關鍵作用。在遊戲的轉折點中，湯瑪士會找到死於各種原因的愛比。而湯瑪士本人也可能會死於他的惡夢之中，有時候也可能是死於自己的手裡，雖然這只會導致他在另一個噩夢中醒來。
遊戲的時間設置在1800年代末期，湯瑪士必須探索他的惡夢中的各個地點，包括豪宅，墓地，精神病院，森林與醫院。

### 故事
遊戲開始的第一幕，湯馬士在其惡夢中刺傷了他的妹妹愛比的肚子後「醒來」，之後他會漫步在他發的每一個惡夢之中。在漫步至某一個地方或被怪物殺掉時，湯瑪士會「醒來」。除此之外，玩家亦可能會看到他做出可怕的自殘行為，例如把血管扯掉或把自己的手臂骨拿出來。
根據玩家的行動，湯瑪士會在三個不同的結局中真真正正的醒來：
- 放誕逐夢（Wayward Dreamer）：年幼的湯馬士醒來後走到愛比的房間，給正在睡覺的妹妹一個晚安的吻。
- 摧毀了的夢想（Destroyed Dreams）：在逃出自己的惡夢後，湯瑪士在醫院中慢慢醒來，他的手臂纏著繃帶且染滿鮮血。他的妻子或妹妹愛比來到並叫湯馬士醒來，並對他終於蘇醒的事感到喜悅。
- 大限將至（The Final Descent）：成年的湯瑪士在他的書桌上醒來後，湯瑪士閱讀他的妻子艾比艾拉（Gabrielle）寫給他的信。在他們的女兒死後，艾比艾拉因為湯馬士未能在這悲劇中挺過來而被迫離開他。讀完那封信後，湯瑪士悄悄的在椅子上啜泣。

## 開發
這遊戲在2013年已經開始開發並發展至今。Kickstarter曾經舉辦宣傳活動，為《無盡夢魘》的開發募集資金。
2014年9月26日，《無盡夢魘》正式於Steam與Ouya發放。

## 反應

### 發行前
《無盡夢魘》在開發期間已經很受歡迎。亞當·西斯勒在PAX遊戲展試玩初版時曾經表示「這遊戲很有趣」，另外他亦以此遊戲與另一以創作者的故事創作的《回家去了》作比較。而IGN則把《無盡夢魘》列在2014年最受期待的恐怖遊戲的名單上，並強調它「美妙且明顯不同的筆墨畫風格」。另外，《逃避現實雜誌》亦曾經在2014年E3遊戲展提名此遊戲為2014年的最好的遊戲之一。

### 發行後
在Metacritic的評價中，《無盡夢魘》取得了69/100分，屬於「多種不同的反應與不好不壞的」級別。另外，此遊戲亦曾經被巨人炸彈提名為最美觀的遊戲與2014年最佳恐怖遊戲。

## 外部連結
- 官方網站 （页面存档备份，存于）
- 開發商網站 （页面存档备份，存于）